# منشور اخلاقی هکرها

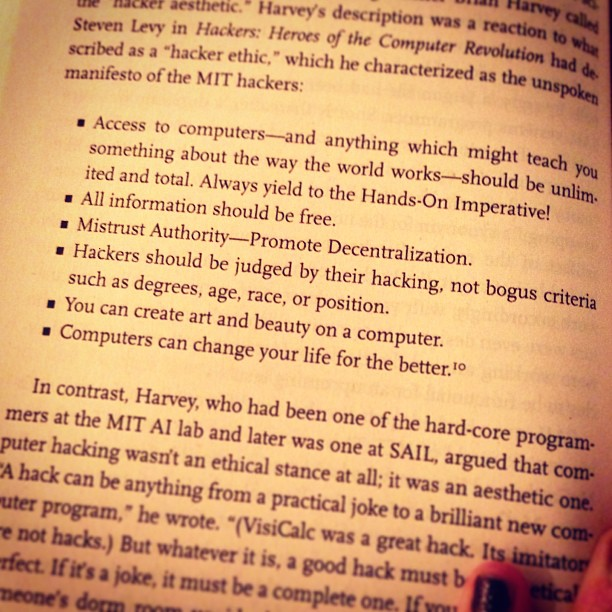
بخشی از منشور اخلاقی هکرها

اخلاق هکرها یک فلسفه و مجموعه‌ای از ارزش‌های اخلاقی است که در فرهنگ هکر رایج است. متخصصان اخلاق هکری اعتقاد دارند که به‌اشتراک‌گذاشتن اطلاعات و داده‌ها با دیگران امری اخلاقی است. اخلاق هکرها به مفهوم آزادی اطلاعات و همچنین تئوری‌های سیاسی ضد استبداد‌، لیبرالیسم، آنارشیسم و آزادیخواهی وابسته است.
با اینکه برخی از اصول اخلاقی هکر در متون دیگری مانند Computer Lib / Dream Machines (1974) توسط تد نلسون شرح داده شده‌است، اصطلاح اخلاق هکر به طور کلی به روزنامه نگار استیون لوی نسبت داده می‌شود، که به نظر می رسد اولین کسی است که هم فلسفه و هم بنیان‌گذاران فلسفه در کتاب 1984 خود با عنوان هکرها: قهرمانان انقلاب رایانه‌ای.

## تاریخچه
اخلاق هکری در موسسۀ فناوری ماساچوست در دهۀ 1950-1960 بنا شده‌است. در این موسسه واژه «هکر» برای توصیف شوخی‌های دانشگاهی به‌کار می‌رفت که دانشجویان MIT معمولا اختراع می‌کردند و به‌طور جامع‌تر برای توصیف پروژۀ انجام شده یا محصول ساخته‌شده‌ای به کار می‌رود که هدفی سازنده را برآورده می‌کند اما صرفا برای مشارکت رضایت‌بخش نیست. [5]
MIT در سال 1959 کامپیوتر قدیمی IBM 704 را در اتاق دستگاه‌های حسابرسی الکترونیک (EAM) قرار داد. نقطه‌ی شروع هکرهای اولیه از این اتاق بود، چرا که دانشجویان MIT عضو باشگاه خط‌ آخن مدل فناوری پس از چند ساعت به طور پنهانی وارد اتاق EAM شدند تا برای برنامه‌نویسی 30-تون، کامپیوتری با ارتفاع 9-فوت (2.7 متر)، تلاش کنند.
با اینکه، اجزای اخلاق هکری به‌ طور آزاد بحث و بررسی نشده‌اند؛ اما اخلاق هکری به عنوان «روش جدید زندگی، با فلسفه، اخلاق و رویا» توصیف می‌شود. اجزای اخلاق هکری به‌ صورت ضمنی پذیرفته شده و در سکوت توافق شده‌اند. [6]
در اوایل دهه 1980 کسانی که موافق هک هستند استفاده از نرم افزار رایگان را توسعه دادند. استیون لوی، موسس آن، ریچارد استالمن را «آخرین هکر واقعی» می‌نامد.

ریچارد استالمن می‌گوید: 
اخلاق هکری به احساس درست و غلط، و به عقاید اخلاقی این دسته از افراد اشاره دارد – که دانش باید با افراد دیگری که از آن سود می‌برند به‌اشتراک گذاشته شود، و منابع مهم باید به جای تلف شدن به کار روند. [8] 
و به‌طور دقیق‌تر بیان می‌دارد که هک (که استالمن آن را زیرکی بازیگوشانه تعریف می‌کند) و اخلاق دو مسالۀ مجزا هستند: 
هک کردن در اصل امری اخلاقی نیست. کسی که کار هک انجام میدهد حتما تعهد اخلاقی به رفتار مناسب با دیگر افراد ندارد. برخی از هکرها به اخلاق اهمیت می‌دهند -برای مثال، من این کار را می‌کنم- اما این بخشی از هکر بودن نیست، بلکه خصوصیتی مجزا است.

## اخلاق هکر
همانطور که لوی در پیش‌گفتار کتاب هکرها جمع‌بندی کرده‌است، برخی اصول اخلاق هکری شامل موارد زیر هستند: [10]
- به‌اشتراک‌گذاری
- باز بودن
- غیرمتمرکز بودن
- دسترسی آزاد به کامپیوترها
- پیشرفت جهانی (در درجۀ نخست، بالابردن دموکراسی و قوانین اساسی که همه به عنوان یک جامعه با آنها زندگی می‌کنیم)

علاوه بر این اصول، لوی همچنین باورها و اخلاق هکری خاص‌تری را در فصل 2 از کتاب اخلاق هکری توصیف کرده‌است: [11] اخلاقی که وی در فصل 2 توصیف کرده‌است، شامل موارد زیر هستند:
1. «دسترسی به کامپیوترها -وهرچیزی که می‌تواند به شما چیزی دربارۀ روش کار جهان یاد بدهد- باید نامحدود و کامل باشد. همیشه منجر به دستوری عملی خواهد شد.»
لوی توانایی‌های هکرها در یادگیری و بازسازی روی ایده‌ها و سیستم‌های قبلی را بازگو می‌کند. وی عقیده دارد که دسترسی به هکرها این فرصت را می‌دهد که اشیا را تجزیه کنند، ترمیم کنند، یا آنها را بهبود بخشند و نحوۀ عملکرد آنها را یاد گرفته و درک کنند. این مساله دانش لازم برای ساخت اشیایی جدیدتر و جالب‌تر را به آنها می‌دهد. [12][13] دسترسی به گسترش دانش کمک می‌کند.

2. «اعتبار بدون اعتماد – ارتقای عدم تمرکز»
بهترین روش ارتفای تبادل رایگان اطلاعات داشتن سیستمی باز است که هیچ مرزی بین هکر و تکۀاطلاعات یا آیتم تجهیزات مورد نیاز در جستجوی دانش، پیشرفت، و زمان آنلاین وجود نداشته‌باشد. [15] هکرها باور دارند که بوروکراسی شرکتی، دولتی یا دانشگاهی، سیستم‌های ناقصی هستند.
3. هکرها باید با هک خود قضاوت شوند، و نه خصوصیات جعلی مانند تحصیلات، سن، نژاد، جنسیت، یا موقعیت »
در اخلاق هکری سیستمی شایسته‌سالار به‌صورت منسجم وجود دارد که در آن از سطحی بودن اعتبار مهارت‌ها چشم‌پوشی می‌شود. لوی بیان کرده‌است که خصوصیاتی چون سن، جنسیت، نژاد، موقعیت و صلاحیت در جامعۀ هکرها نامرتبط به‌نظر می‌رسند. [13] مهارت هکر شاخص نهایی پذیرش است. این کد در جامعۀ هکرها پیشرفت هک و توسعۀ نرم‌افزار را پرورش می‌دهد. در نمونه‌ای از اخلاق هکری با فرصت برابر، [17] هکری 12 ساله به نام ل. پیتر داچ ئر جامعۀ TX-0 پذیرفته شد، گرچه دانشجویان کارشناسی ارشد غیر-هکر او را نمی‌شناختند.
4. «می‌توانید روی کامپیوتر هنر و زیبایی خلق کنید»
هکرها به‌شدت فنون نوآورانه را تقدیر می‌کنند که به برنامه‌ها امکان اجرای وظایف پیچیده را با چند دستور می‌دهند. [18] اگر کد برنامه به دقت نوشته شود و هنرمندانه چیدمان شود زیبایی خود را خواهد داشت. [19] یادگیری ساخت برنامه‌هایی که کمترین میزان فضا را به‌کار می‌برند بین هکرهای اولیه تقریبا به یک بازی تبدیل شده‌بود. [13]
5. «کامپیوترها می‌توانند زندگی را بهتر کنند»
هکرها احساس می‌کردند که کامپیوترها زندگی آن‌ها را غنی کرده‌است، به زندگی آنها دقت و تمرکز افزوده‌است، و حیات ایشان را پرماجرا کرده‌است. هکرها کامپیوترها را چراغ علاءالدینی می‌دانند که می‌توانند آن را کنترل کنند. [20] آنان باور دارند که تمام افراد جامعه می‌توانند از تجربۀ این توان بهره ببرند و اگر همه بتوانند همانند هکرها با کامپیوتر تعامل کنند، اخلاق هکری در جامعه گسترش می‌یابد و کامپیوترها دنیا را بهبود می‌بخشند. [21] هکرها موفق شده‌اند رویای امکانات بی‌پایان را به واقعیت تبدیل کنند. هدف اصلی هکر این است که به جامعه بیاموزد «جهانی که توسط کامپیوتر ایجاد شده است نامحدود است» (لوی 230:1984) [13]
از روزهای آغازین محاسبات مدرن تا دهه 1970 ، استفاده از رایانه برای کاربران رایانه بسیار رایج بود که با اخلاق اشتراك و همکاری آزاد فراهم می شود. نرم افزار، از جمله کد منبع، معمولاً توسط افرادی که از رایانه استفاده می‌کردند به اشتراک گذاشته می‌شد. اکثر شرکت ها مدل تجاری مبتنی بر فروش سخت‌افزار داشتند و نرم افزار مربوطه را به صورت رایگان ارائه یا بسته‌بندی می کردند. طبق گفته‌های لوی، به اشتراک‌گذاری در فرهنگ هکرهای غیر شرکتی یک امر عادی بود و انتظار می‌رفت. اصل اشتراک از جو آزاد و دسترسی غیررسمی به منابع در MIT نشأت گرفته‌است. در روزهای ابتدایی رایانه و برنامه‌نویسی، هکرهای MIT برنامه‌ای را توسعه می‌دهند و آن را با سایر کاربران رایانه به اشتراک می‌گذارند.
اگر هک به ویژه خوب تشخیص داده شود، ممکن است برنامه روی صفحه‌ای در نزدیکی یکی از رایانه‌ها نصب شود. برنامه‌های دیگری که می‌توانستند بر اساس آن ساخته شوند و آن را بهبود بخشند، در نوارها ذخیره شدند و به یک کشوی برنامه اضافه شدند، به راحتی برای همه هکرهای دیگر قابل دسترسی است. در هر زمان، یک هکر دیگر ممکن است به کشو دسترسی پیدا کند، برنامه را انتخاب کند و شروع به افزودن به آن یا "بهتر کردن آن" برای بهتر شدن آن کند. بامینگ به روند خلاصه‌سازی کد اشاره کرد تا در دستورالعمل‌های کمتری بتوان کارهای بیشتری انجام داد و حافظه ارزشمند را برای پیشرفت‌های بعدی ذخیره کرد.
در نسل دوم هکرها، اشتراک‌گذاری علاوه بر اشتراک با هکرهای دیگر، در مورد اشتراک‌گذاری با عموم مردم نیز بود. سازمان خاصی از هکرها که به فکر اشتراک رایانه با عموم مردم بود، گروهی به نام Community Memory بود. این گروه از هکرها و ایده‌آلیست‌ها کامپیوترها را در مکان‌های عمومی قرار می دهند تا هرکسی از آنها استفاده کند. اولین رایانه عمومی در خارج از Leopold's Records در برکلی، کالیفرنیا قرار گرفت.
اشتراک دیگر منابع زمانی اتفاق افتاد که باب آلبرشت منابع قابل توجهی را برای یک سازمان غیر‌انتفاعی به نام شرکت رایانه مردم (PCC) فراهم کرد. PCC یک مرکز رایانه‌ای را باز کرد که در آن هر کسی می توانست هر ساعت پنجاه سنت از رایانه‌ها در آنجا استفاده کند.
این شیوه اشتراک‌گذاری نسل دوم در نبردهای نرم‌افزار آزاد و آزاد نقش داشت. در حقیقت، هنگامی که نسخه BASIC بیل گیتس برای Altair در میان جامعه هکرها به اشتراک گذاشته شد، گیتس ادعا کرد که مبلغ قابل توجهی را از دست داده‌است زیرا تعداد کمی از کاربران هزینه این نرم افزار را پرداخت کرده اند. در نتیجه، گیتس نامه سرگشاده‌ای به علاقمندان نوشت. این نامه توسط چندین مجله و خبرنامه رایانه‌ای منتشر شده‌است که مهم‌ترین آنها مربوط به باشگاه کامپیوتر Homebrew است که قسمت عمده اشتراک آن در آنجا رخ داده‌است.
از آنجا که قوانین کپی رایت و حق ثبت اختراع توانایی اشتراک نرم‌افزار را محدود می‌کند، مخالفت با حق ثبت اختراع نرم‌افزار در جامعه هکرها و نرم افزارهای رایگان گسترده‌است.
بسیاری از اصول و اصول اخلاقی هکرها به یک هدف مشترک کمک می کنند: Hands-On Imperative. همانطور که لوی در فصل 2 توضیح داد، "هکرها معتقدند که میتوان در مورد سیستم ها - در مورد جهان - از جدا کردن چیزها، دیدن نحوه کار آن‌ها و استفاده از این دانش برای ایجاد چیزهای جدید و جالب‌تر، درس‌های اساسی آموخت." 
استفاده از دستورالعمل Hands-On به دسترسی آزاد، اطلاعات آزاد و اشتراک دانش نیاز دارد. از نظر یک هکر واقعی، اگر Hands-On Imperative محدود شود، در این صورت اهداف غیرقانونی ساختن آن را توجیه می‌کند تا بتوان پیشرفت‌هایی را ایجاد کرد. وقتی این اصول وجود نداشته باشد، هکرها تمایل دارند که پیرامون آن‌ها کار کنند. به عنوان مثال، وقتی رایانه‌های موجود در MIT توسط قفل‌های فیزیکی یا برنامه‌های ورود به سیستم محافظت می‌شوند، هکرهای آنجا برای دسترسی به ماشین‌آلات به طور سیستماتیک در اطراف آن‌ها کار می کردند. هکرها "یک نابینایی عمدی" را در جستجوی کمال تصور کردند.
این رفتار ماهیتی مخرب نداشت: هکرهای MIT به دنبال آسیب رساندن به سیستم‌ها یا کاربران آن‌ها نبودند. این کاملاً در تضاد با تصویر مدرن و تشویق شده رسانه‌ای از هکرهایی است که برای سرقت اطلاعات یا تکمیل تخلفات سایبری، سیستم‌های ایمنی را شکن می‌زنند.

### جامعه و همکاری
در طول نوشتن درباره هکرها و روند کار آنها، ارزش مشترک جامعه و همکاری وجود دارد. به عنوان مثال، در Levy's Hackers، هر نسل از هکرها دارای جوامع مستقر در جغرافیایی بودند که در آن همکاری و اشتراک اتفاق افتاده بود. برای هکرهای MIT، این آزمایشگاه‌ها محل‌کار رایانه‌ها بودند. برای هکرهای سخت‌افزاری (نسل دوم) و هکرهای بازی (نسل سوم) منطقه جغرافیایی در سیلیکون ولی متمرکز بود که در آن باشگاه کامپیوتر Homebrew و شرکت رایانه‌ای مردم به هکرها کمک کردند شبکه شوند، همکاری کنند و کارهای خود را به اشتراک بگذارند.

مفهوم جامعه و همکاری امروزه نیز مطرح است، اگرچه هکرها دیگر محدود به همکاری در مناطق جغرافیایی نیستند. اکنون همکاری از طریق اینترنت صورت می‌گیرد. اریک ریموند این تغییر مفهومی را در کلیسای جامع و بازار شناسایی و توضیح می‌دهد:
قبل از اینترنت ارزان، جوامعی از لحاظ جغرافیایی جمع‌وجور وجود داشت که فرهنگ برنامه‌نویسی وینبرگ را تشویق می‌کرد، و یک توسعه‌دهنده می‌توانست بسیاری از کیبیتزرها و توسعه‌دهندگان ماهر را به راحتی جذب کند. آزمایشگاه‌های بل ، آزمایشگاه‌های MIT AI و LCS ، UC Berkeley: این‌ها خانه نوآوری‌هایی شدند که افسانه‌ای هستند و هنوز هم قدرتمند هستند.
ریموند همچنین خاطر نشان می‌کند که موفقیت لینوکس همزمان با دسترسی گسترده به شبکه جهانی وب بود. ارزش جامعه هنوز هم در عمل بالا است و امروزه استفاده می‌شود.
لوی چندین "هکر واقعی" را شناسایی می‌کند که تأثیر قابل‌توجهی در اخلاق هکرها دارند. برخی از "هکرهای واقعی" معروف عبارتند از:
- بیل گاسپر : ریاضیدان و هکر
- Richard Greenblatt : برنامه‌ریز و طراح اولیه ماشین‌های LISP
- جان مک کارتی : بنیان‌گذار آزمایشگاه هوش مصنوعی MIT و آزمایشگاه هوش مصنوعی استنفورد
- جود Milhon : بنیان‌گذار cypherpunk جنبش، ویراستار ارشد موندو 2000، و از بنیان‌گذاران حافظه انجمن
- ریچارد استالمن : برنامه‌نویس و فعال سیاسی که به خاطر GNU ، Emacs و جنبش نرم‌افزار آزاد بسیار مشهور است.

لوی همچنین "هکرهای سخت افزاری" ("نسل دوم"، بیشتر در سیلیکون ولی) و "هکرهای بازی" (یا "نسل سوم") را شناسایی کرد. طبق گفته لوی، هر سه نسل از هکرها اصول اخلاقی هکرها را در بر می‌گیرند. برخی از هکرهای "نسل دوم" لوی عبارتند از:
- Steve Dompier : عضو و هکر باشگاه کامپیوتر Homebrew که با اوایل Altair 8800 کار می‌کرد.
- جان دراپر : چهره‌ای افسانه‌ای در دنیای برنامه‌نویسی رایانه. او EasyWriter، اولین پردازنده کلمات را نوشت.
- لی فلسنشتاین : یک هکر سخت‌افزاری و بنیان‌گذار Community Memory and Homebrew Computer Club ؛ یک طراح کامپیوتر Sol-20.
- Bob Marsh : طراح رایانه Sol-20
- فرد مور : فعال و بنیان‌گذار باشگاه رایانه‌ای Homebrew
- استیو وزنیاک : یکی از بنیان‌گذاران اپل کامپیوتر

پزشکان اخلاقی هکر "نسل سوم" لوی عبارتند از:
- جان هریس: یکی از اولین برنامه‌نویسان استخدام شده در On-Line Systems (که بعداً به Sierra Entertainment تبدیل شد).
- کن ویلیامز : همراه با همسرش روبرتا، سیستم‌های On-Line را پس از کار در IBM تأسیس کردند- این شرکت بعداً به عنوان سیرا به محبوبیت اصلی دست پیدا خواهد کرد.

## همچنین ببینید
- هک در انستیتوی فناوری ماساچوست
- هکر (خرده فرهنگ برنامه‌نویس)
- هکر (اصطلاح)
- هکتیویسم
- باشگاه راه‌آهن مدل Tech
- کلیسای جامع و بازار
- حرکت نرم‌افزار آزاد
- فلسفه نرم‌افزار رایگان

## لینک های خارجی
- گابریلا کلمن ، انسان‌شناس در دانشگاه مک گیل ، فرهنگ‌های هکر را مطالعه می‌کند و مطالب زیادی در مورد اخلاق و فرهنگ هکر نوشته‌است.
- مقاله تام چانس درباره اخلاق و کار معنادار هکر
- اخلاق هکر از پرونده اصطلاحات اصطلاحات
- فهرست نرم‌افزارهای رایگان
- افشای ابتکاری و شکل‌گیری مقالات جدید توسط Steve Mizrach اصطلاحات هکر، از جمله اصطلاح cracker را توصیف می‌کند.
- وب سایت شخصی ریچارد استالمن
- آیا هکرهای اخلاقی برای هکرهای دهه 90 وجود دارد؟ توسط استیون میزراچ
- اخلاق هکر توسط پروژه سایبرپانک

1. ↑  "hacker ethic". www.catb.org. Retrieved 28 February 2017.
2. ↑  Coleman, E. Gabriella; Golub, Alex (1 September 2008). "Hacker practice". Anthropological Theory. 8 (3): 255–277. doi:10.1177/1463499608093814.
3. ↑  THE “ANONYMOUS” MOVEMENT: HACKTIVISM AS AN EMERGING FORM OF POLITICAL PARTICIPATION. Galina Mikhaylova, M.S. A thesis submitted to the Graduate Council of Texas State University in partial fulfillment of the requirements for the degree of Master of Arts with a Major in Sociology December 2014.
4. ↑  Fiona Macdonald (12 March 2008). "Get a fair share of creativity". Metro. {{cite journal}}: Cite journal requires |journal= (help)
5. ↑  Hackers, pages 27–36.
6. ↑  Hackers. pg 27
7. ↑  "The Social Context of Open-Source Software". Catb.org. Retrieved 1 July 2011.